# Das Schicksal der Carola von Geldern
Das Schicksal der Carola von Geldern ist ein deutsches Stummfilmmelodram aus dem Jahr 1919 mit Lotte Neumann in der Titelrolle. Der Film basiert auf dem Roman Der große Rachen (1915) von Olga Wohlbrück.

## Handlung
Der junge Medizinstudent Graebner wohnt bei der ehemaligen Schauspielerin von Geldern und deren Tochter Carola zur Untermiete.
Zum Bedauern von Carola, die sich heimlich in Graebner verliebt hat, muss dieser wegen Mietschulden sein Zimmer räumen. Nachmieter wird Jack, der Stallmeister des Rennstallbesitzers Baron von Glidien.
Jack erfährt, dass Frau von Geldern sehr vermögend ist, umwirbt sie und heiratet sie zum Leidwesen von Carola.
In kurzer Zeit verspielt Jack das Geld seiner Frau und bestimmt seinen Herrn, Baron von Glidien, die Villa der früheren Frau von Geldern zu kaufen.
Im letzten Augenblick kann sie verhindern, dass die Kaufsumme an Jack überwiesen wird. Von Glidien ist empört über das Gebaren seines Stallmeisters
und bittet Frau von Geldern das Geld zur Wiederherstellung ihrer angeschlagenen Gesundheit zu verwenden. Diese verstirbt jedoch und aus Carola wird eine hilflose Waise. In ihrer Not wendet sie sich an den Baron, der sie auf seinem Gut als Hausdame aufnimmt.
Von Glidien, ein erfahrener Lebemann, verliebt sich in Carola und verführt sie.
Kurz darauf erhält der Baron Besuch eines befreundeten Gutsnachbarn und stellt ihm Carola vor. Der Freund sieht in Carola nur eine der vielen Geliebten des Barons und wird ihr gegenüber anzüglich. Empört schlägt ihm von Glidien die Zigarre aus dem Mund. Es kommt zu einem Säbelduell, das mit der Verwundung des Freundes endet. Auf dem Rückweg stürzt der Baron vom Pferd und wird schwerverletzt ins Schloss gebracht.
Auf den Rat des Arztes wird Dr. Graebner, der einstmalige Untermieter, zur Behandlung zugezogen. Er eröffnet Carola, dass der Baron möglicherweise durch eine schwierige Operation gerettet werden könnte, jedoch auch im besten Fall zeitlebens gelähmt bleiben würde.
In einem plötzlichen Entschluss macht der Baron Carola einen Heiratsantrag. Gegen den eindringlichen Rat Dr. Graebners willigt Carola ein und noch am selben Abend wird die Trauung am Krankenbett vollzogen.
Die Operation gelingt, jedoch bleibt der Baron auf einen Rollstuhl angewiesen. Die Ehe wird zum Martyrium. Trotz Carolas aufopfernder Fürsorge, versucht der Baron eines Nachts in einem wahnhaften Tobsuchtsanfall seine Frau zu töten. In letzter Sekunde kommt ihr Jack, der ehemalige Mann ihrer Mutter, zu Hilfe und entreißt dem Rasenden seinen Revolver.
Auf Anraten Dr. Graebners stimmt Carola schweren Herzens einer Überweisung ihres Gattens in eine Heilanstalt zu. Aber der Kranke hat das Gespräch belauscht und bemächtigt sich unbemerkt wieder seines Revolvers.
Als Dr. Graebner und Carola den Kranken am nächsten Morgen zur Überführung abholen wollen, schießt dieser auf den Arzt. Carola wirft sich schützend vor ihn und wird von der Kugel zu Boden gestreckt. Von Glidien lacht wahnsinnig auf und tötet sich durch einen zweiten Schuss.
Carola ist nur leicht verletzt und blickt einer Zukunft mit ihrem geliebten Graebner entgegen.

## Produktionsnotizen
Das Schicksal der Carola von Geldern entstand im Maxim-Film-Atelier in Berlin, war 1748 (1919) respektive 1670 Meter (Neuzensur 1921), verteilt auf fünf Akte, lang, erhielt Jugendverbot und erlebte im Oktober 1919 seine Uraufführung in den Kammerlichtspielen Berlin.
Für die Bauten war Hans Sohnle verantwortlich.

## Hintergrund
Es ist ungeklärt, wer der Regisseur des Films war. Je nach Quelle wird Ludwig Wolff oder Carl Froelich bzw. werden beide genannt. Gerhard Lamprecht zitiert eine Filmbroschüre der Produktionsfirma, die Wolff als Regisseur benennt. In den Ufa-Theater-Anzeigen der Kammerlichtspiele wird Froelich als Regisseur genannt.
Der Titel des Films wird in der Literatur auch mit Das Schicksal der Carola van Geldern angegeben.
In einigen Filmografien wird Blandine Ebinger, die Tochter der Schauspielerin Margarethe Ebinger (1878–1957), als Darstellerin genannt. Ob sie einen Part an der Seite ihrer Mutter hatte, ist jedoch unbelegt.